# London Sinfonietta

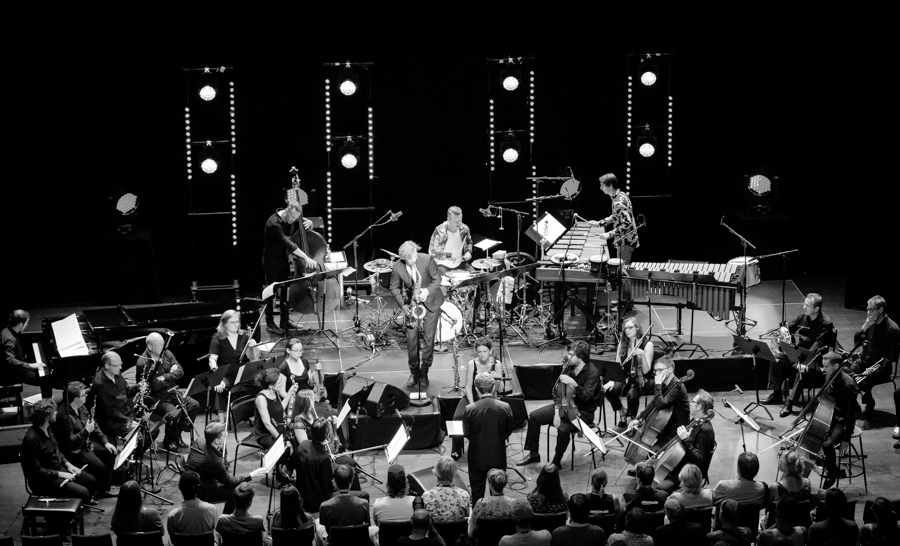
London Sinfonietta (2018)

Le London Sinfonietta est un orchestre de chambre installé à Londres, spécialisé dans la musique classique contemporaine. Nicholas Snowman et David Atherton ont fondé cet orchestre en 1968. 
Le London Sinfonietta a joué un rôle de pionnier dans la création de nombreux ensembles voués à l’interprétation de la musique contemporaine – à commencer par celle de l’Ensemble intercontemporain en 1976, qui s’est inspiré de son modèle: effectif adapté aux langages musicaux de notre époque, formation permanente permettant un travail des œuvres en profondeur, excellence et polyvalence de ses membres. 
La création d’œuvres nouvelles est au centre de l’activité du London Sinfonietta qui a créé ou commandé plus de 250 pièces parmi lesquelles: Chemins IV de Luciano Berio, Explosante-Fixe de Pierre Boulez, Ylem de Karlheinz Stockhausen, Verses for Ensembles, Secret Theatre et Silbury Air de Harrison Birtwistle.    
Direction  
- David Atherton (1968 à 1973)
- Michael Vyner (1973-1989)
- Paul Crossley (1988-1994)
- Markus Stenz (1994-1998)
- Gillian Moore (1998-2006)
- Andrew Burke    (2006-)

## Discographie
- Kleines Requiem für eine Polka sur le disque Górecki, dirigé par David Zinman, Nonesuch Records, 1995.
- Recital I (for Cathy), dirigé par Luciano Berio, RCA, 1972.